# $5000 Reward, Dead or Alive
Pour plus de détails, voir Fiche technique et Distribution.
$5000 Reward, Dead or Alive est un film muet américain réalisé par Allan Dwan et sorti en 1911.

## Fiche technique
- Réalisation : Allan Dwan
- Date de sortie : 
  - États-Unis : 8 juin 1911

## Distribution
- J. Warren Kerrigan : Steve Frazer
- Pauline Bush : Madie Howard
- Jack Richardson : le bandit